# Saalfeld/Saale
Saalfeld/Saale je město ve spolkové zemi Durynsko v Německu. Je okresním městem okresu Saalfeld-Rudolstadt, který se rozprostírá na jihovýchodě země a společně s Saalfeldem se v něm nacházejí i města Rudolstadt a Bad Blankenburg (společně mají města asi 75 000 obyvatel). Tato tři města spolupracují v rámci programu „Städtedreiecks Saalebogen“. Saalfeld leží na řece Sále, uprostřed jejích meandrů. Jihozápadně od města se zdvihá Durynská břidlicová pahorkatina. Nejznámějším turistickým cílem jsou Feengrotten (vílí jeskyně; ve skutečnosti pozdně středověké až novověké doly). Město je významné jako železniční uzel.

## Geografie
Město leží v údolí řeky Sály (německy Saale), podle které získalo i své jméno, ve výšce asi 235 m n. m. Jihovýchodně od Saalfeldu se tyčí Durynská břidlicová pahorkatina (Thüringer Schiefgebirge), jejíž vrcholky se nad městem tyčí do výšky více než 500 m. Jižně pokračuje údolí Sály se svými přítoky Loquitz a Sormitz. Jejich hluboká a úzká údolí jsou velmi malebná. Kromě toho leží jižně od města přehradní systém "Saalekaskade", jehož součástí je i přehrada Hohenwarten - největší přehrada v Durynsku a druhá největší přehrada v Německu, přezdívaná "Durynské moře". Východně se rozprostírá úrodná nížina Orlasenke, která sahá až k 35 km vzdálenému městu Triptis. Severně pak leží vrchovina Thüringen Holzlandes s vrcholem Kulm (481 m n. m.), na kterém stojí ocelová rozhledna, ze které je možno vidět celý region. U Saalfeldu také začínají pískovcové skály, táhnoucí se severně až k městu Gera. Samotná řeka Sála opouští město v jeho severozápadní části a proudí směrem k okolním městům Rudolstadt a Bad Blankenburg.
Saalfeld samotný leží na západním břehu Sály. Staré město se nachází na mírném pahorku u řeky. To obklopují obytné čtvrti a ve východní části průmyslová čtvrť a nádraží. Tam se také nachází sídliště Gorndorf.

### Klima
Průměrný roční úhrn srážek činí 528 mm. Tyto hodnoty patří v Německu k nejnižším. Nejsušším měsícem je leden, nejvíce srážek naopak spadne v srpnu. Průměrný roční úhrn srážek se může značně lišit.

## Historie

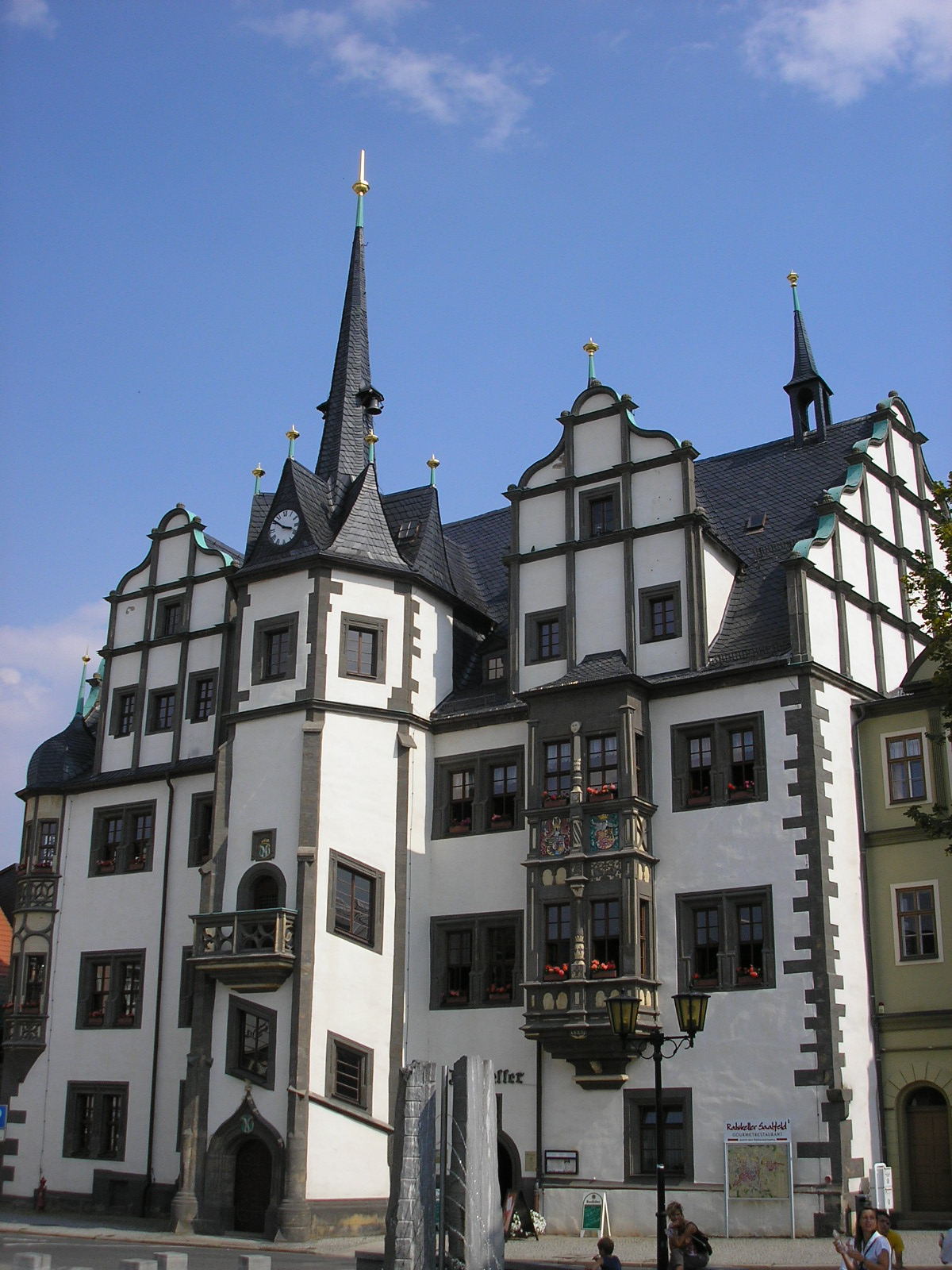
Radnice

Saalfeld je poprvé zmiňován v roce 899 a náleží tak k nejstarším založením ve východním Durynsku. Původně zde byla karolinská královská falc. Císař Jindřich II. daroval saalfeldské panství v roce 1012 falckraběti Ezzu Lotrinskému, jehož dcera Richeza jej darovala v roce 1056 kolínskému arcibiskupství. V roce 1071 (podle jiných údajů v roce 1074) zde kolínský arcibiskup Anno II. založil benediktinský klášter sv. Petra a Pavla a díky němu se město rychle vyvinulo v církevní centrum východního Durynska. Klášter podněcoval christianizaci svého širokého okolí. O založení kláštera nás informuje dějepisec Lampert von Hersfeld, který v klášteře strávil několik týdnů. Jeho kroniky jsou po velmi dlouhou dobu jedinými písemnými prameny zmiňujícími tuto oblast. Opatství zaniklo až po roce 1526 v souvislosti s německou reformací.
Poté, co se Saalfeld dostal zpět do majetku Říše, získal jako čtvrté sídlo v Durynsku v roce 1208 městská práva.
Již v roce 1485 se saský kurfiřt Arnošt dohodl se svým mladším bratrem vévodou Albrechtem III. na tzv. lipském dělení. Arnošt si ponechal jižní durynská panství včetně Saalfeldu. Jeho vnuk, Jan Fridrich I., přišel o kurfiřtskou hodnost po wittenberské kapitulaci v roce 1547, která ukončila šmalkaldskou válku, a zároveň ztratil veškerá území mimo Durynsko. Na říšském sněmu ve Špýru v roce 1570 císař Maxmilián II. potvrdil, že ernestinská linie potomků Jana Fridricha si smí ponechat pouze Sasko-výmarské vévodství a od roku 1572 také Sasko-kobursko-eisenašské vévodství. Po smrti vévody Fridricha Viléma I. Sasko-Výmarského v roce 1602 přešel Saalfeld na nově vzniklé Sasko-altenburské vévodství, které bylo od roku 1673 známé jako Sasko-gothajsko-altenburské vévodství.
Dne 10. října 1806 poblíž města proběhla bitva u Saalfeldu, první větší střetnutí války čtvrté koalice v období napoleonských válek.

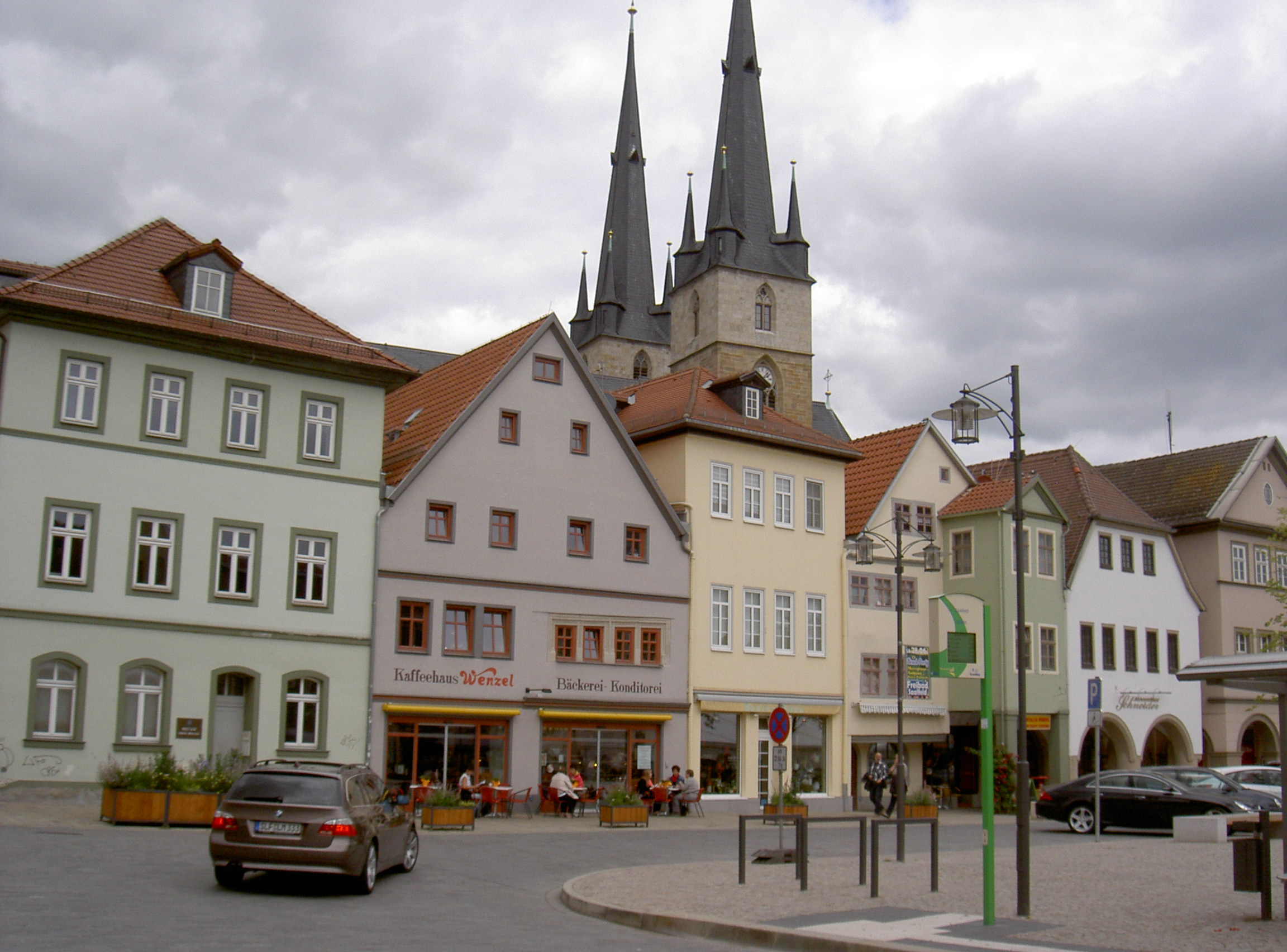
Markt
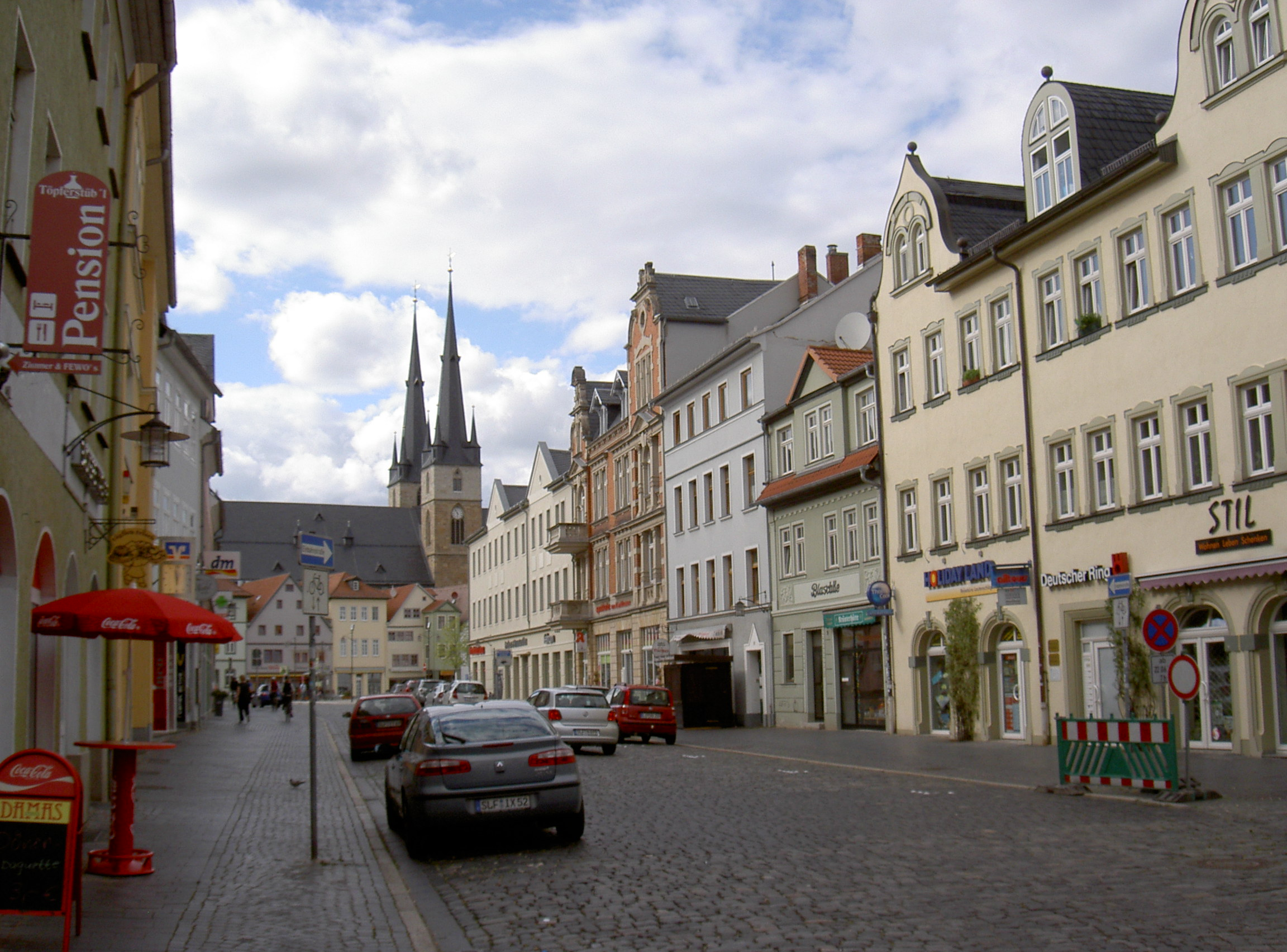
Obere Straße
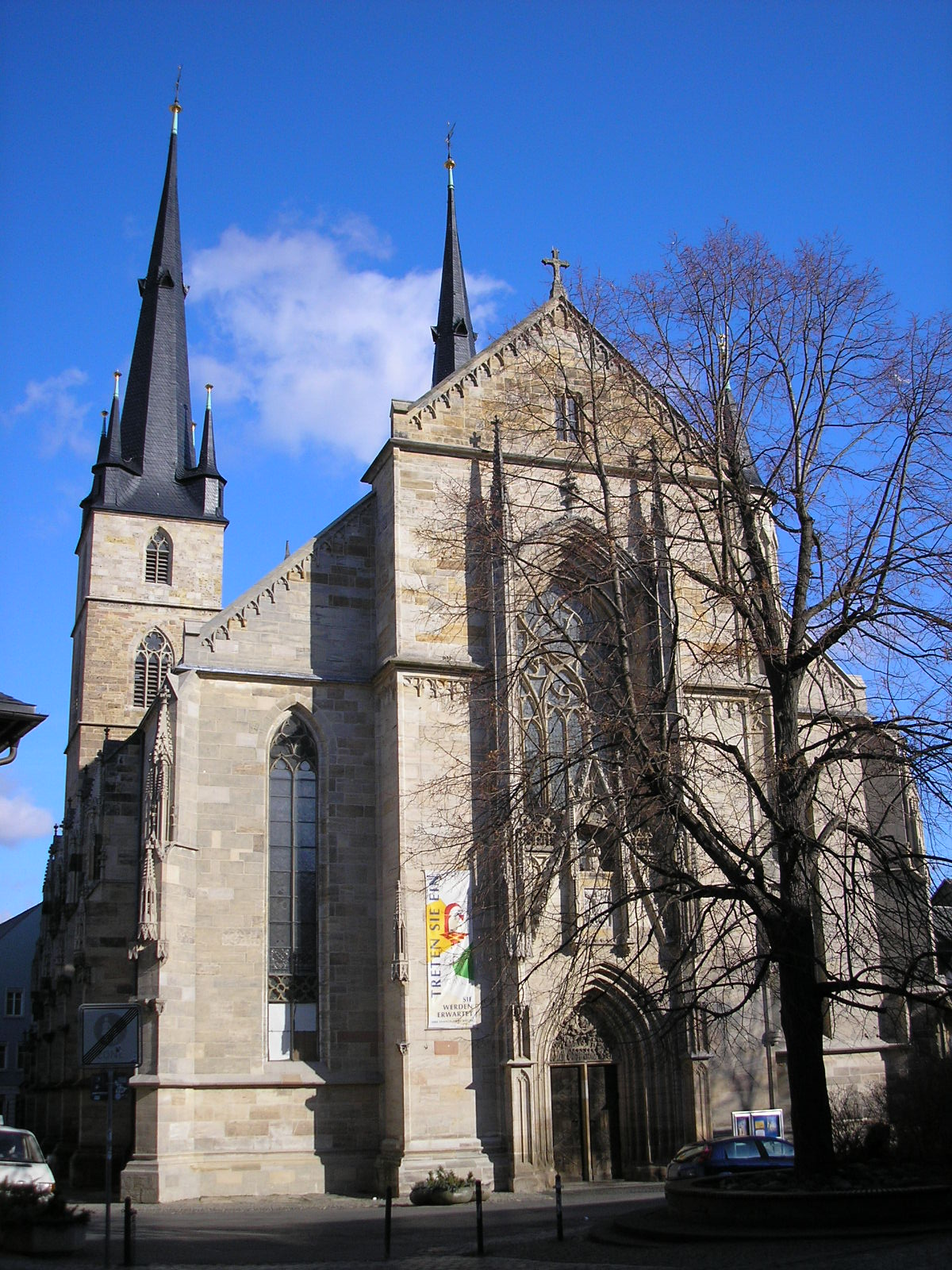
Johanneskirche
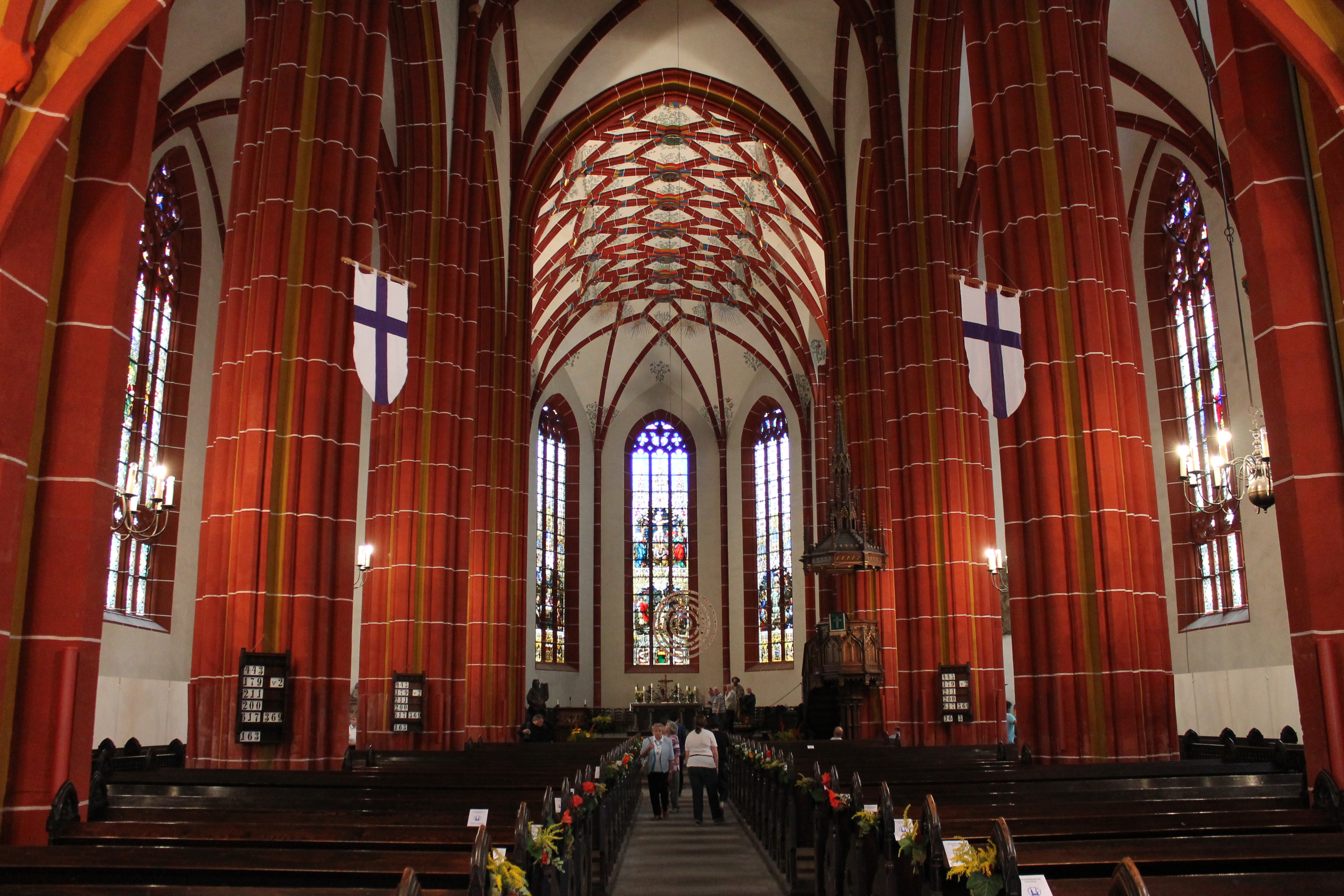
Johanneskirche
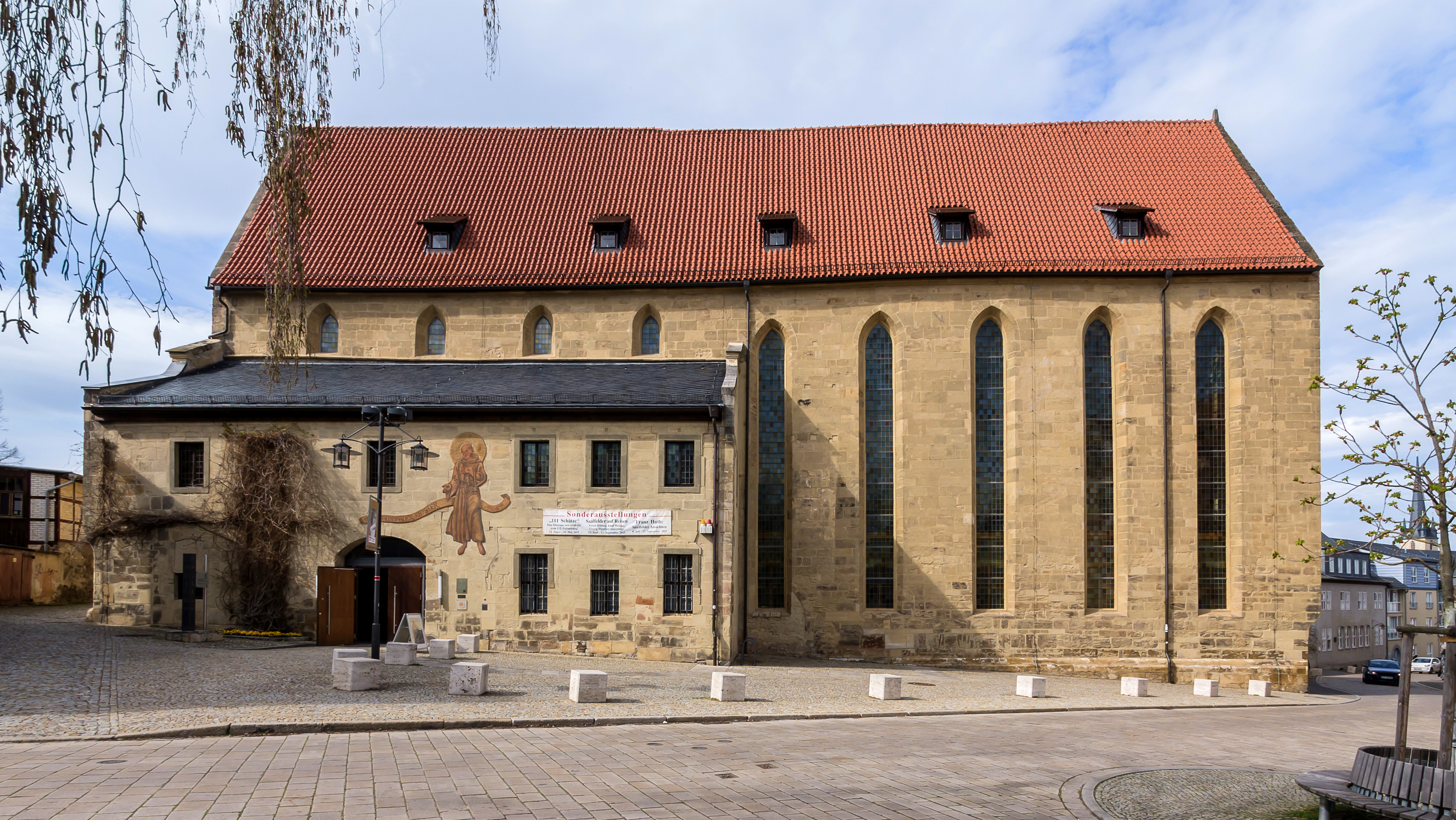
Ehem. Franziskanerkloster
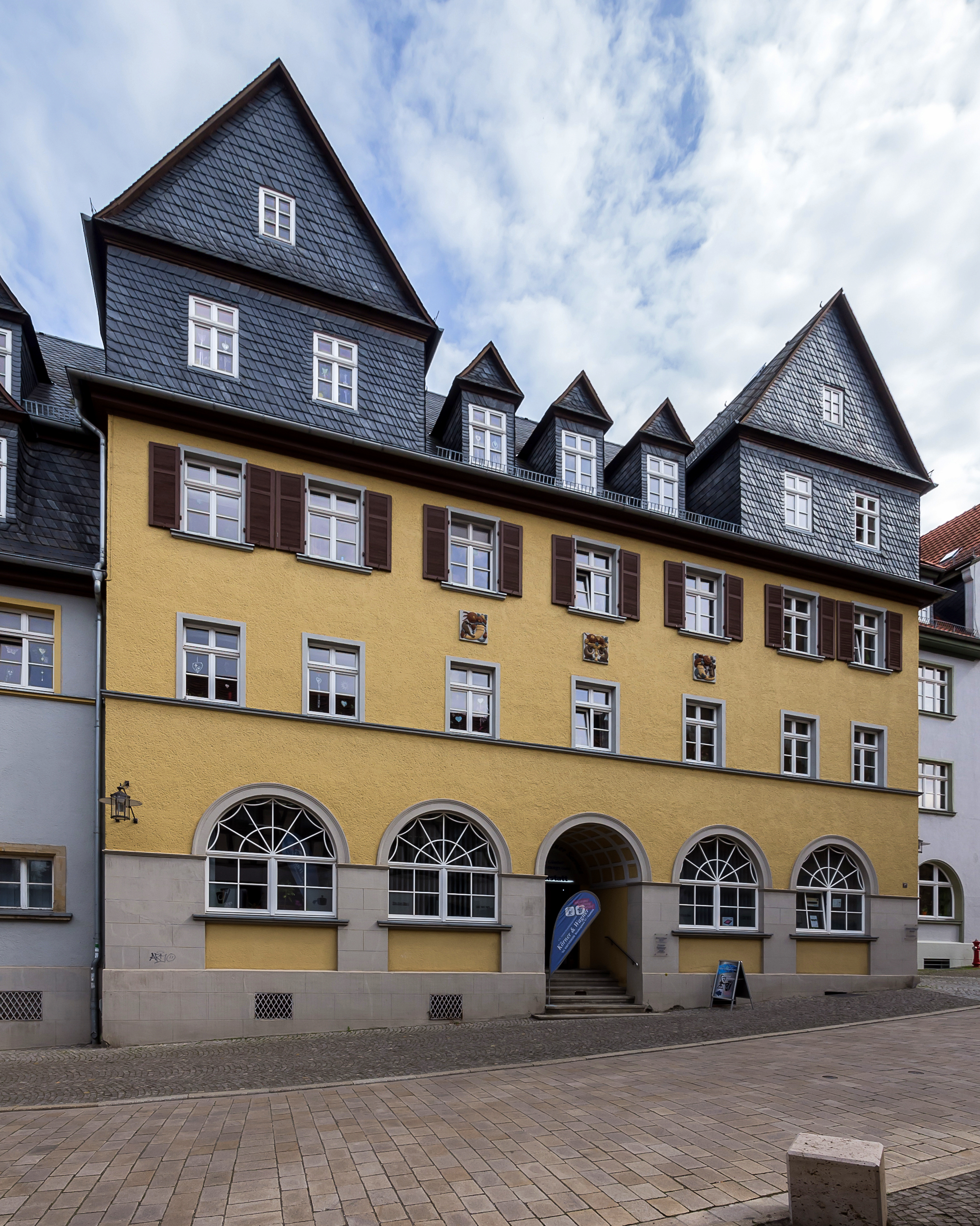
Brudergasse 17
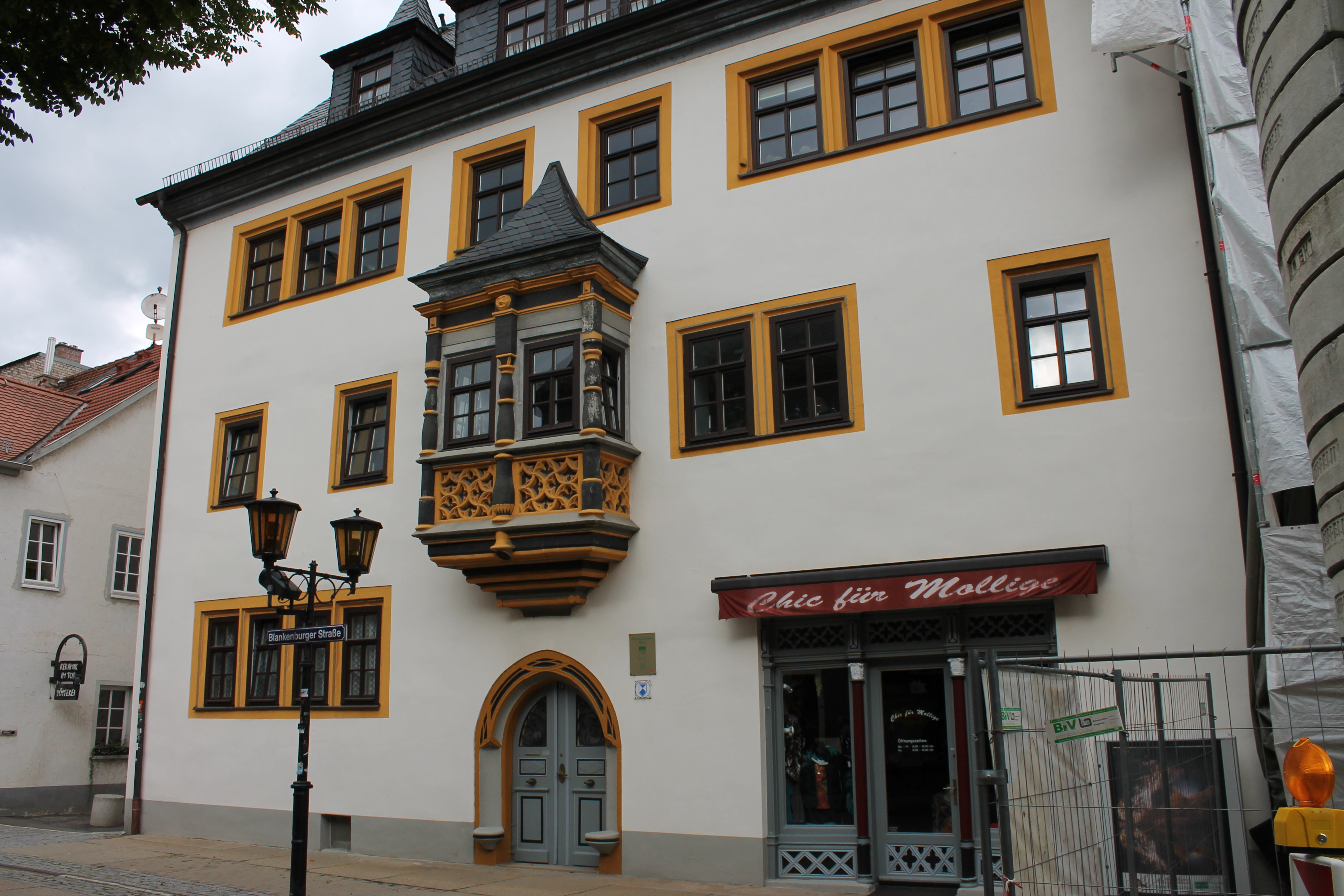
Hiltmann'sches Haus
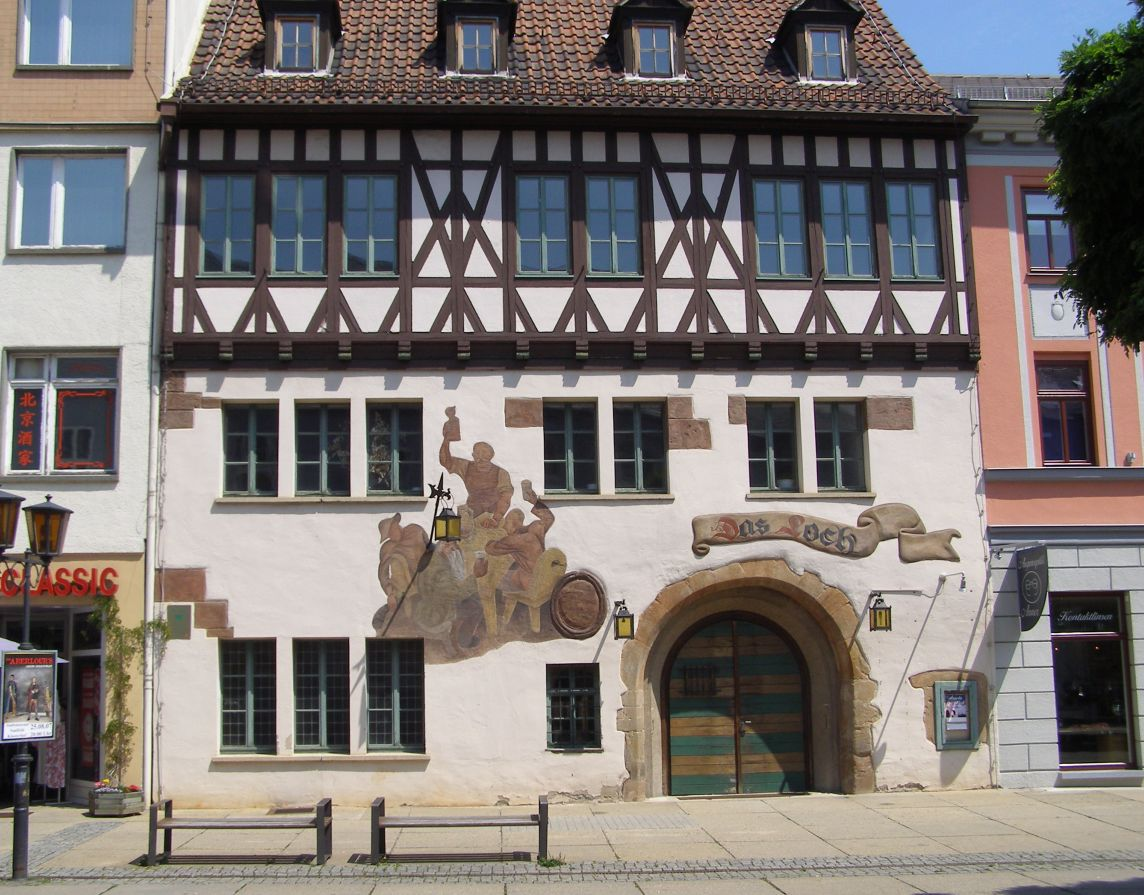
Das Loch
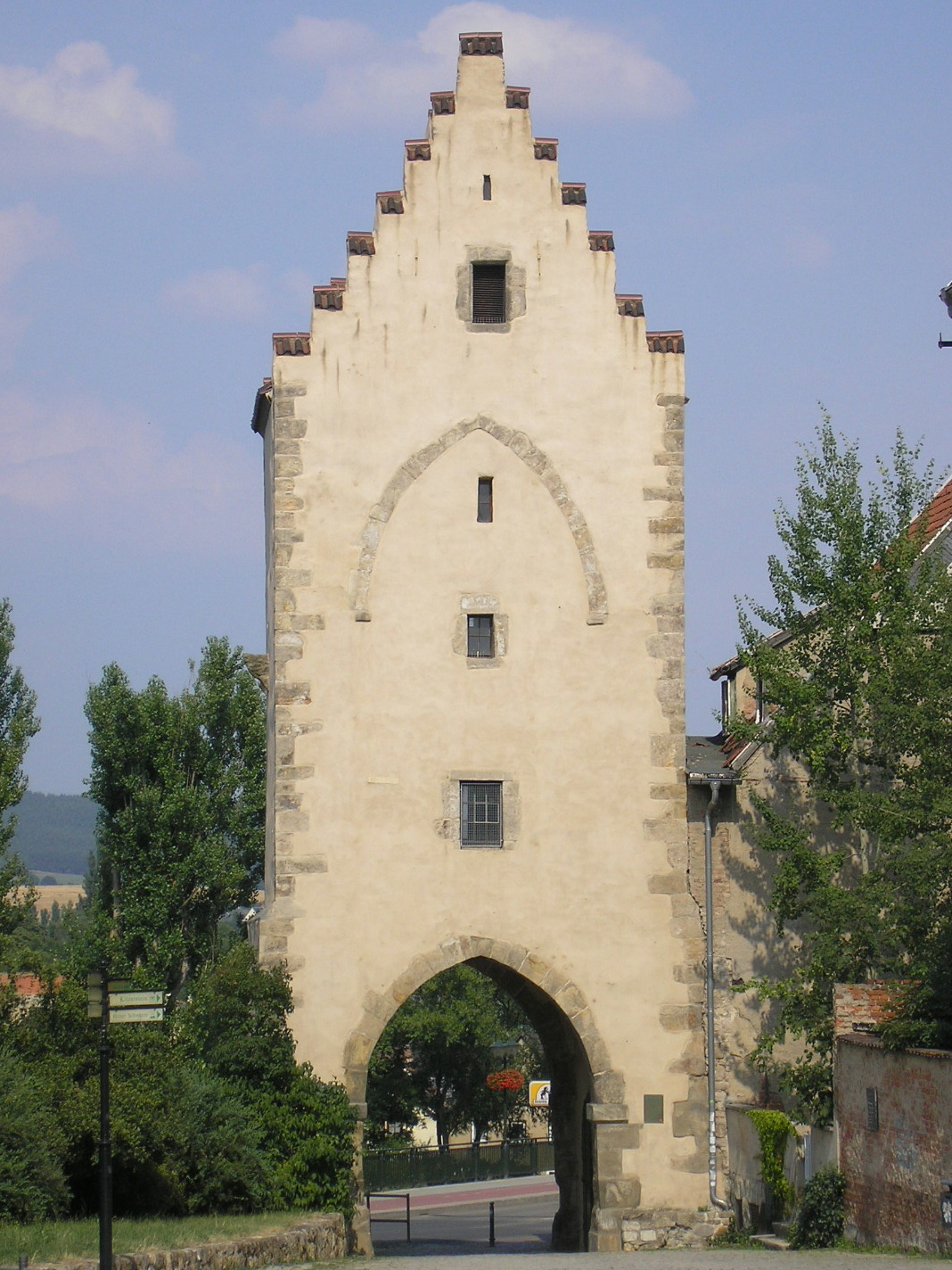
Saaltor
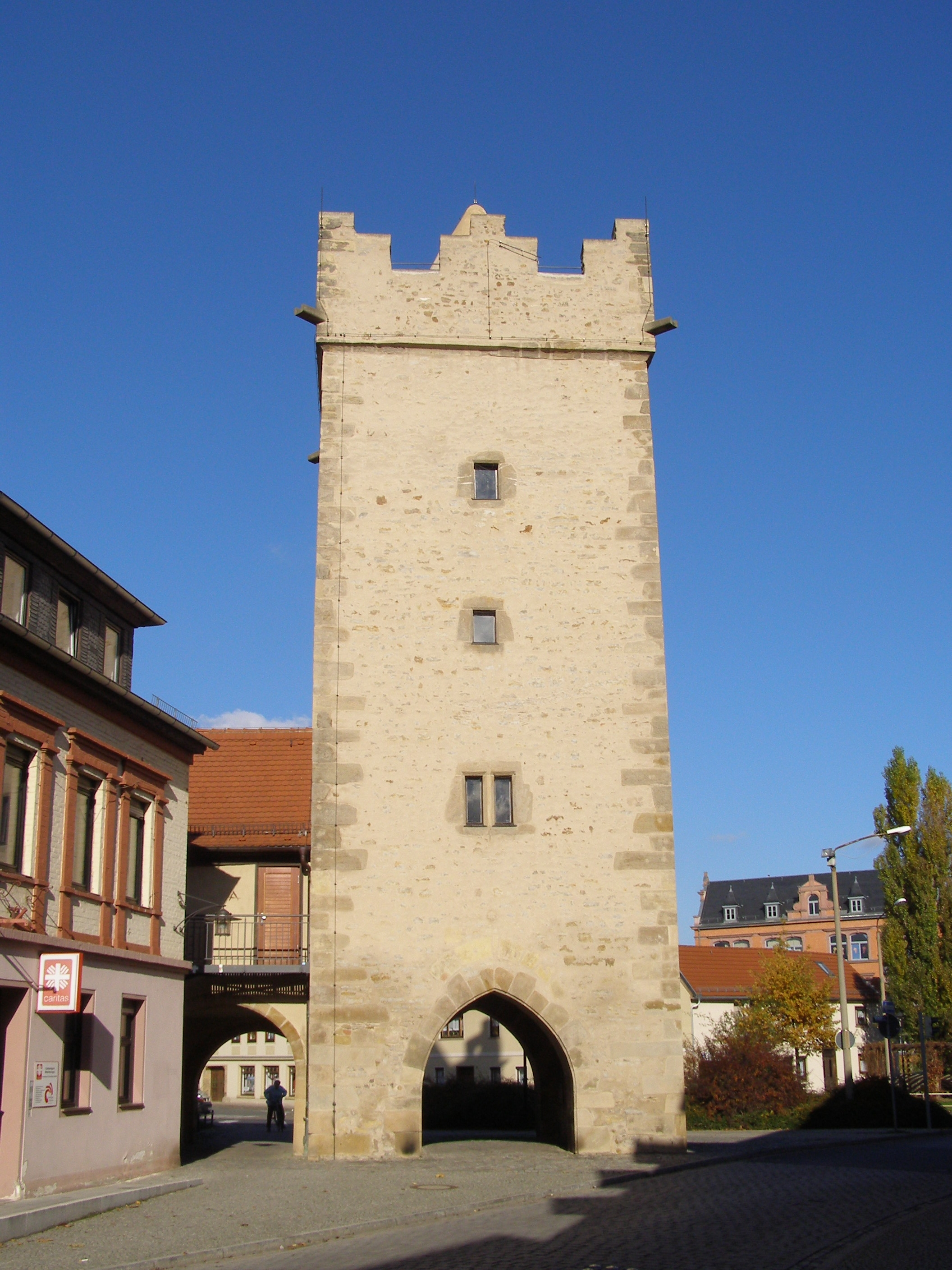
Darrtor
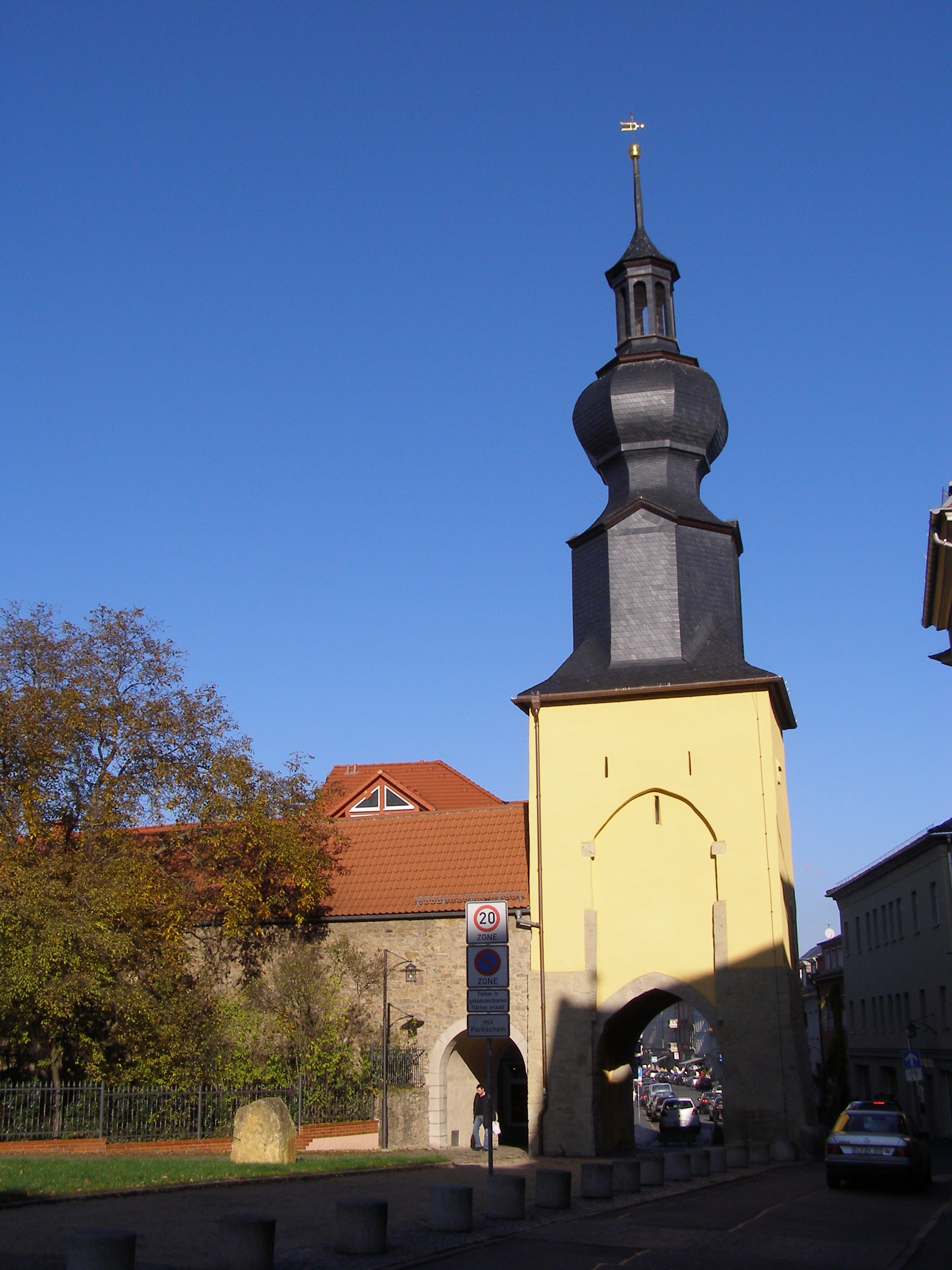
Oberes Tor